# Chirvinskyita
La chirvinskyita és un mineral de la classe dels silicats. Rep el nom en honor de Petr Nikolaevich Chirvinsky (1880–1955), geòleg i petrògraf rus, cap del departament de petrografia de la Universitat Estatal de Perm (1943-1953), per les seves contribucions a la mineralogia i la petrologia, inclosos estudis sobre el massís de Khibini.

## Característiques
La chirvinskyita és un silicat de fórmula química (Na,Ca)13(Fe,Mn,□)₂(Ti,Zr)₅(Si₂O₇)₄(OH,O)₁₂·2H₂O. Va ser aprovada com a espècie vàlida per l'Associació Mineralògica Internacional l'any 2016. Cristal·litza en el sistema triclínic. La seva duresa a l'escala de Mohs és 5. Químicament és quelcom similar a la nafertisita, la narsarsukita i la selivanovita.
L'exemplar que va servir per a determinar l'espècie, el que es coneix com a material tipus, es troba conservat a les col·leccions del museu mineralògic de la Universitat Estatal de Sant Petersburg, a Rússia, amb el número de catàleg 19657.

## Formació i jaciments
Va ser descoberta al mont Takhtarvumtxorr, situat al massís de Khibini, dins l'óblast de Múrmansk, Rússia. Es tracta de l'únic indret de tot el planeta on ha estat descrita aquesta espècie mineral.